# Hervé Le Boterf
Pour les articles homonymes, voir Le Boterf.
Hervé Lin Ernest Le Boterf, né le 29 avril 1921 à Nantes et mort le 13 juin 2000 aux Pavillons-sous-Bois, est un journaliste et écrivain français, spécialiste de la Bretagne.

## Biographie
Hervé Le Boterf est le fils du banquier Ernest Le Boterf et de Madeleine Papin de La Clergerie, ainsi que le cousin d'Amédée Brousset. Il épouse Mlle Bolo (nièce de Férréol Bolo).
Il fait ses études aux lycée Clemenceau, puis aux facultés de droit et de lettres de Rennes, où il obtient une licence en droit et une en lettres. Il est également diplômé d'études celtiques.
Responsable du Parti national breton à Nantes sous l'Occupation, il soutient plus tard l'association des amis de Robert Brasillach et de Céline.
En 1945, il devient chef de service à la délégation de Nantes du ministère de la Reconstruction.
Se lançant dans la carrière de journaliste, il est rédacteur en chef adjoint de Cinémonde de 1946 à 1980, rédacteur en chef de Film vécu de 1955 à 1960, du magazine et de l'almanach de Radio-Luxembourg. 
Il est l'auteur de nombreux romans, de livres sur la Bretagne et les nationalistes bretons ainsi que sur le cinéma.  

### La vie parisienne sous l'Occupation
Il est notamment connu pour ses travaux et écrits, publiés en quatre volumes, consacrés à la vie parisienne sous l'Occupation. S'intéressant à la vie intellectuelle et culturelle des Parisiens, il considère que le cinéma, dans un contexte de "splendide isolement" selon sa propre expression, va connaître "une période particulièrement brillante" au cours de cette période,. 
En 1998, La vie parisienne sous l'Occupation est rééditée par les éditions France-Empire.

## Publications
- Le Défroqué, France-Empire, 1954
- Pourquoi viens-tu si tard ?
- Dieu seul m'arrêtera
- L'Homme aux clés d'or, France-Empire, 1956
- La Bretagne dans la guerre (4 volumes), France-Empire, 1969  (ISBN 2-7048-0908-9)
- Le Théâtre en uniforme : le spectacle aux armées, de la Drôle de guerre aux accords d'Évian, France-Empire, 1973
- Anne de Bretagne, recherches et documentation de Marialys Bertault, France-Empire, 1976
- La Vie parisienne sous l'Occupation : Paris la nuit (4 volumes), 1978
- Le Métier de marchand de tableaux, entretiens d'Emmanuel David avec Hervé Le Boterf, France-Empire, 1978
- La Bretagne sous le gouvernement de Vichy : une tentative de régionalisation?, France-Empire, 1982
- Le Brave Général Cambronne, France-Empire, 1984  (ISBN 978-2704803606) Prix Bretagne 1984
- Robert Le Vigan le mal-aimé du cinéma, France-Empire, 1986
- Anne de Bretagne, France-Empire, Paris, 1996
- Harry Baur, Pygmalion, 1997
- Nominoë et l'épopée des rois bretons, France-Empire, 1999